# Acalypha amentacea
Acalypha amentacea là một loài thực vật có hoa trong họ Đại kích. Loài này được Roxb. mô tả khoa học đầu tiên năm 1832.